# Ergasilus globosus
Ergasilus globosus är en kräftdjursart. Ergasilus globosus ingår i släktet Ergasilus och familjen Ergasilidae. Inga underarter finns listade i Catalogue of Life.